# Петър Дойчинов
Петър Дойчинов Петков е български скулптор.

## Биография
Петър Дойчинов Петков е роден на 24 септември 1909 г. в град Цариброд, Царство България. След Първата световна война, през 1919 г. Западните покрайнини, в които влиза градът, са дадени на Сърбия. В Цариброд той завършва гимназиалното си образование през 1926 година. Преминава нелегално границата с България, тъй като по онова време сръбските власти не са издавали паспорти на българското мъжко население, и отива в София с желание да следва в Художествената академия. Същата година се явява на приемния конкурсен изпит и е приет, въпреки че в гимназията му дори не се е изучавало рисуване. Следва специалност „Скулптура“ при проф. Жеко Спиридонов и „Резба“ при проф. Христов. Завършва академията през 1931 г.
По препоръка на ректора проф. Цено Тодоров заминава за Прага, за да продължи образованието си. Приет е във Висшата държавна академия за изящни изкуства. Изучава релеф, медал, орден и значки при проф. Отокар Шпаниел. Тънкостите на монументалната скулптура усъвършенства при проф. Бохумил Кафка. След завършване на Академията в Прага се завръща в България.
Изкарва педагогически стаж в Трета мъжка гимназия. На другата година е назначен за преподавател по рисуване в същата гимназия. През 1935 г. е назначен в Педагогическия институт за прогимназиални учители в гр. Дупница. Освен педагогическата си дейност редовно изнася публични сказки с прожекции в неделните дни на тема изобразителни изкуства на западна Европа – предимно Италия и Фландрия. В Дупница остава до септември 1944 г. След този период е назначен в София, в Държавната художествена академия. Там води курса за втора специалност – трудово обучение на художниците – бъдещи гимназиални преподаватели. По същото време му поръчват от Министерството на просветата издаването на учебник. Поръчват му да направи релеф – портрет на покойния цар Борис III. Тази творба дава тласък за последващо изработване на много релефи на редица държавни и партийни ръководители. През 1952 г. решава да премине на свободна практика, но е поканен за ръководител в току-що откритият отдел „Художествено оформление на столицата“ към управление Архитектура и благоустройство. Отговаря за скулптурната украса на града и остава на тази длъжност до 1964 г. Тогава напуска и става свободно практикуващ скулптор. Отказва многократно да стане член на БКП. Въпреки това творчеството му е високо ценено и участва в множество проекти и конкурси.

## Творчество
Петър Дойчинов твори в различни области като монументална скулптура, бюст-паметници, фигурална композиция, релефна скулптура, малка и декоративна пластика, проектиране на фонтани. Материалите, с които предпочита да работи са бронз и камък.
Едни от по-известните му творби са орелефа на южната  страна на паметника на Съветската армия в София и фонтана пред Президенството. Негови творби има в художествената украса на НСА, фонтани и паркови фигури на много места в страната. Участва във възстановяването на украсата на парахода „Радецки“. По-негови проекти са изработени множество градски гербове, медали, плакети и значки. В областта на малката пластика създава много фигури на женско тяло, скулптури на спортна тематика, на животни. Любими творби са му бюста на неговата съпруга, изработен от бял мрамор и фигура на видра от полирано габро. Твори до 90-годишна възраст въпреки влошеното си зрение – последната работа на скулптора е фигурата „Баскетболист“.

## Личен живот
През 1938 г. се жени за художничката Радка Теодорова Гълъбова, дъщеря на основоположника на българската стенография Теодор Гълъбов. Тя твори в областта на керамиката.
Петър Дойчинов умира в дома си на 1 ноември 2005 г. в София.

## Галерия
- Последната творба на Петър Дойчинов
- Фонтан в Национална Спортна Академия